# Enoplognatha qiuae
Enoplognatha qiuae är en spindelart som beskrevs av Zhu 1998. Enoplognatha qiuae ingår i släktet Enoplognatha och familjen klotspindlar. Inga underarter finns listade i Catalogue of Life.